# Edith Mason
Edith Mason, nata Edith Barnes (Saint Louis, 22 marzo 1892 – San Diego, 26 novembre 1973), è stata un soprano statunitense.

## Biografia
Edith Barnes nacque il 22 marzo 1892 a St. Louis, Missouri, studiando a Boston, Filadelfia e Parigi. Debuttò come cantante il 27 gennaio 1912 come Nedda nei Pagliacci con la Boston Opera Company. Nei tre anni successivi ha cantato in Europa a Nizza, Marsiglia e Parigi. Nel 1914 stava cantando all'Opera Comique di Parigi quando la guerra pose fine al suo fidanzamento. Tornata in America, debuttò al Metropolitan come Sophie in Der Rosenkavalier il 20 novembre 1915. Dal 1917 al 1919 fu membro della Metropolitan Opera Company.
Nel 1919 sposò Giorgio Polacco. Nel 1921 divenne una delle cantanti di punta della Chicago Opera Association. Divorziò il 21 luglio 1929, e si sposò con il dottor Maurice Bernstein, tutore del giovane Orson Welles.
Si risposò con Giorgio Polacco il 15 maggio 1931. Divorziarono nel 1937. In seguito ha sposato William E. Ragland.

Morì di ictus a San Diego, in California, il 26 novembre 1973 all'età di 80 anni.

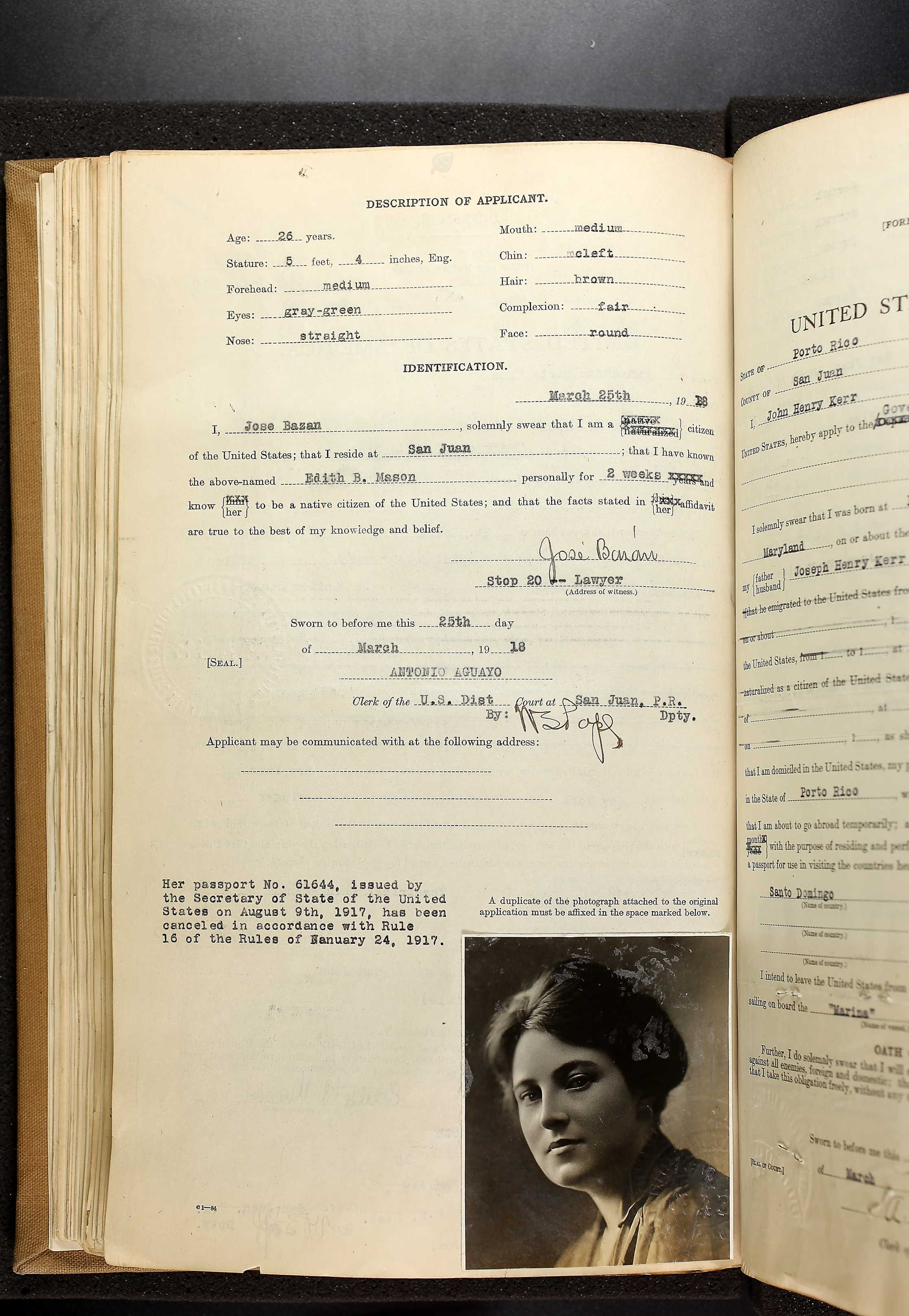
Passaporto di Edith Mason, pag. 1., 1918
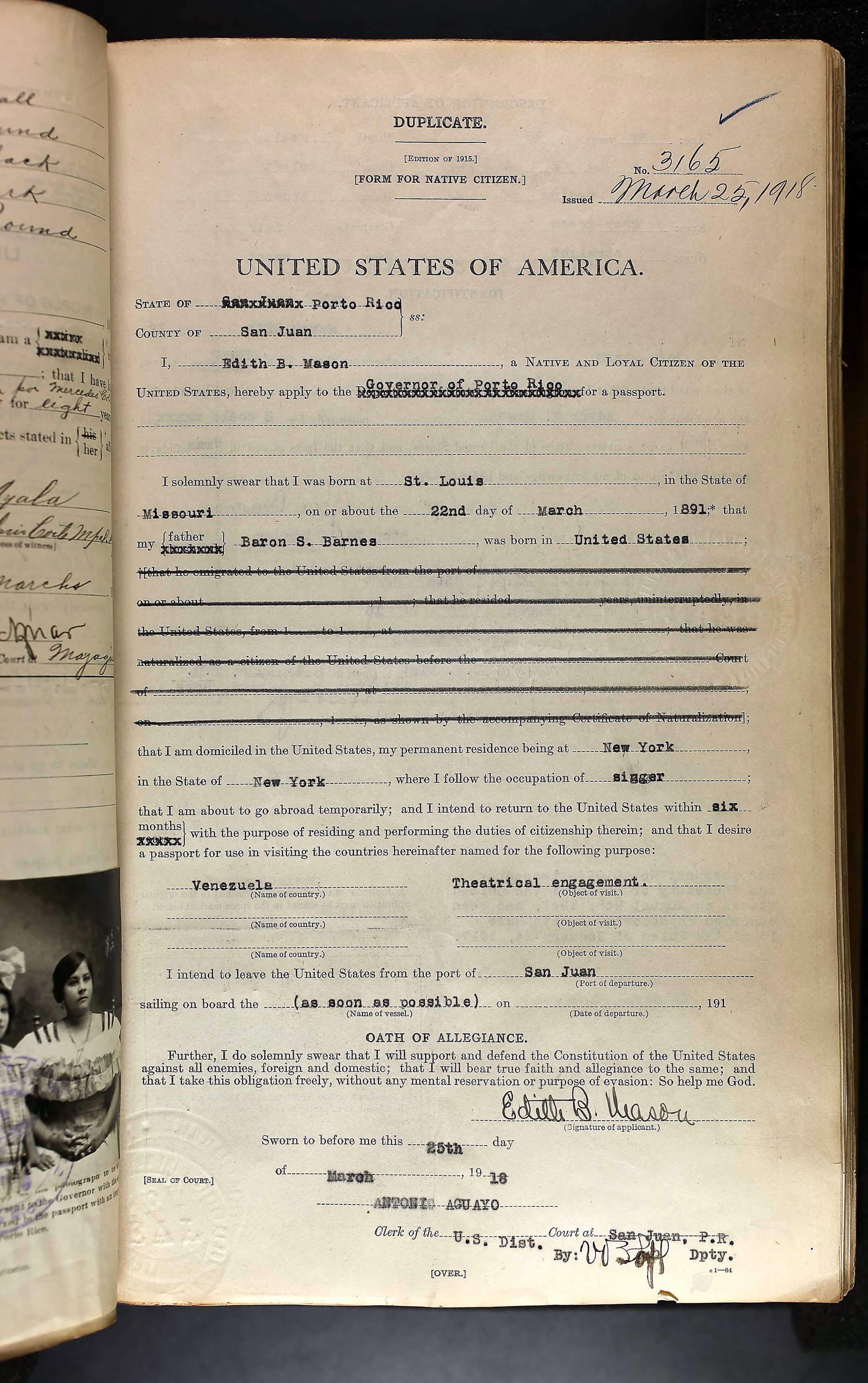
Passaporto di Edith Mason, pag. 2., 1918
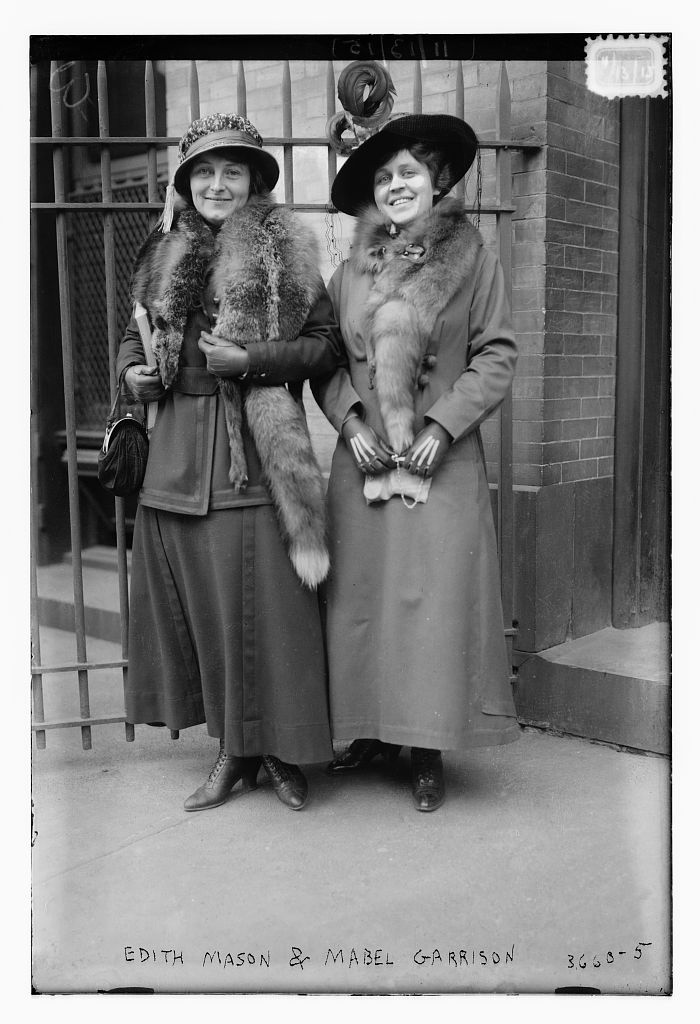
Edith Mason e Mabel Garrison l'11 novembre 1915 al Metropolitan Opera di New York
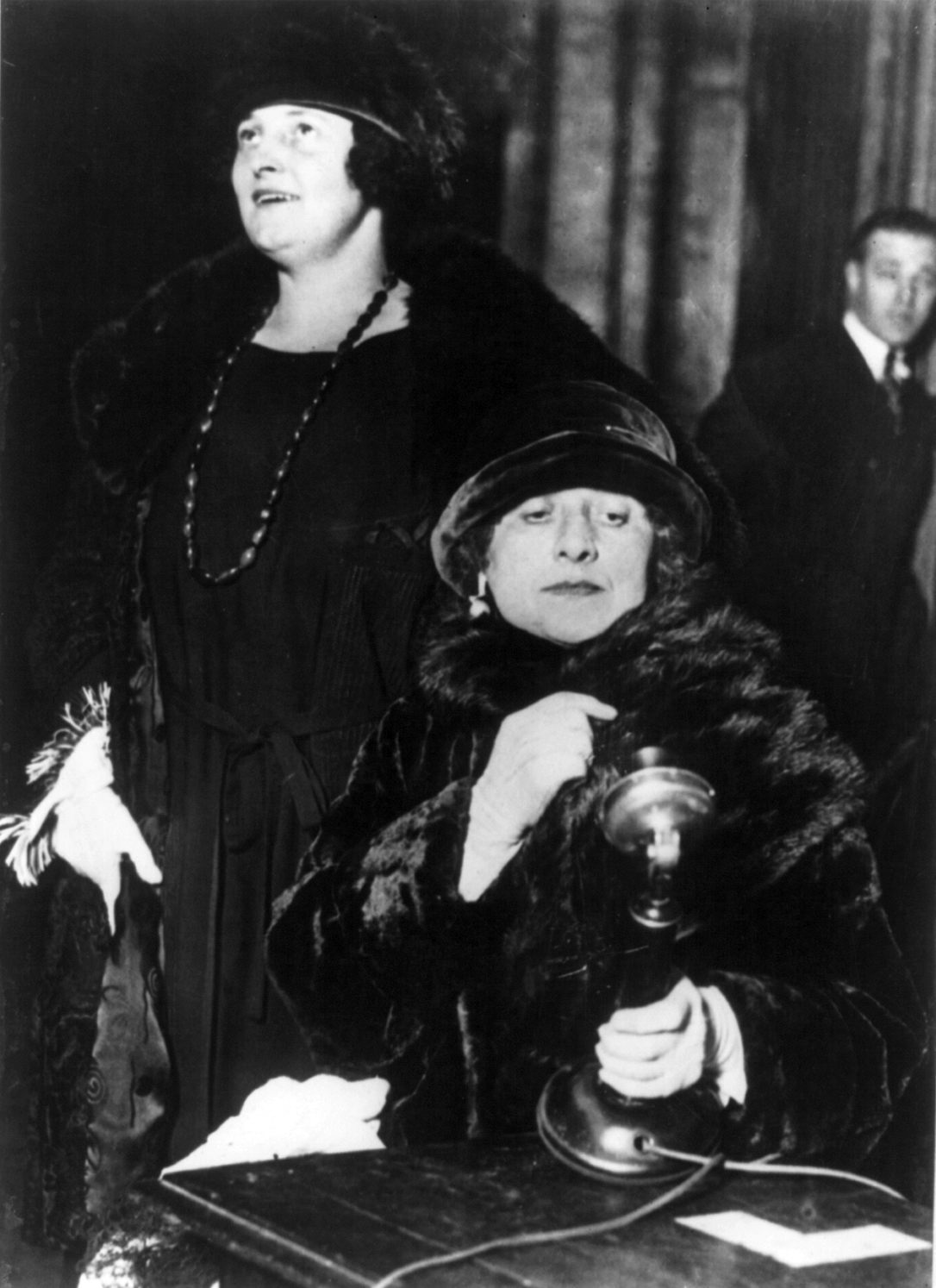
Edith Mason (seduta) canta per il primo regolare programma radiofonico di opere (Chicago, 1921), con Mary Garden presente